# Селдрейерс, Рудольф-Вильям
Рудольф-Вильям Селдрейерс (нем. Rodolphe William Seeldrayers; 16 декабря 1876 — 5 октября 1955) — четвёртый президент ФИФА. Находился на посту в период с 1954 по 1955 год. Подданный Бельгии.
Рудольф Селдрейерс на протяжении 25 лет, занимал должность вице-президента ФИФА, являясь верным другом и правой рукой Жюля Римэ. В 1954 году, после отказа Римэ баллотироваться на очередной президентский срок, у руля ФИФА стал Селдрейерс. Однако его правление окончилось так же неожиданно, как и началось, в 1955 году, в Брюсселе он умер, проведя, таким образом, в должности президента немногим более 1 года.